# Беренгарія I (королева Кастилії)
Беренга́рія (нар. 1 червня 1180 — 8 листопада 1246) — королева Кастилії і Толедо (1217). Представниця кастильської Бургундської династії. Донька кастильського короля Альфонсо VIII та його дружини Елеонори Плантагенет. Сестра португальської королеви Урраки та французької королеви Бланки. Прізвисько — Велика (ісп. el Grande).

## Біографія
Походила з Бургундської династії. Донька Альфонсо VIII, короля Кастилії та Толедо, й Леонори Плантагенет. У 1187 році було домовлено про її шлюб з Конрадом Швабським, сином Фрідриха I, імператора Священної Римської імперії. У 1188 році було підписано шлюбний контракт, за яким Альфонсо VIII зобов'язувався сплатити як посаг 42 тис. мараведі. Того ж року відбулися святкування у м. Карріон з прибуттям нареченого Конрада. Фактичний шлюб не відбувся через незначний вік молодят.
Після швидкої загибелі першого чоловіка, герцога Швабії у 1196 році, 1197 року Беренгарія повторно вийшла заміж за свого стрийка Альфонса IX, короля Леону. Весілля відбулися у Вальядоліді.
У 1204 році папа римський Інокентій III розлучив їх через близьке споріднення. Беренгарія повернулася до Кастилії, забравши дітей з собою, при цьому стала черницею монастиря Санта-Марія-ла-Реаль-де-Лас-Уельгас в Бургосі. Альфонсо IX намагався позбавити їх прав на престол на користь доньок від першого шлюбу.
Водночас під час воєн її батька з колишнім чоловіком активно сприяла перемогам над останнім, спираючись на підтримку деяких представників леонської знаті. За угодами 1205, 1207 та 1209 років зуміли розширити власні володіння в Леонському королівстві. Найзначущішими з володінь були замок Вільяльпамдо, міста Саламанка і Кастроверде. Останні міста Беренгарія передала синові Фердинанду у 1206 році.
Після смерті батька у 1214 році Беренгарія очолила партію прихильників свого брата (після 24-денного регентства матері) — молодого короля Енріке I проти графа Альваро Нуньєса де Лари, але зазнала поразки й поступилася регентством останньому. У 1216 році на чолі із низкою магнатів створила союз проти графа де Лара. Втім бойові дії велися кволо.
Після раптової загибелі короля 6 червня 1217 році, регент Альваро Нуньєс намагався приховати цей факт, проте це не вдалося. Була королевою Кастилії та Толедо трохи більше місяця, 31 серпня зреклася на користь сина Фернандо, допомагаючи тому порадами.
У 1218 році допомогла викрити змову роду де Лара на користь Леонського королівства. Беренгарія того ж року сприяла укладанню угоди в Торо між Леоном і Кастилією. У 1222 році допомогла королю укласти Конвенцію Сафра з родом де Лара, за яким влаштовано шлюб між Альфонсо, сином Беренгарії, та Мафальдою, донькою Гонсало Переса де Лара.
Водночас Беренгарія багато уваги приділяла тому, щоб її син король Фенандо III успадкував Леонське королівство. Водночас леонська корона за наміром Альфонсо IX була обіцяна Жану Брієннському, який повинен був одружитися з Санчою. Але спритна Беренгарія у 1224 році вмовила Брієнна взяти в дружини свою доньку, яку також звали Беренгарією.
Після того як в 1230 році помер король Альфонсо IX, Беренгарія сприяла синові зайняти Леонський трон, уклавши угоди Лас-Теркеріас. Надалі вона всіляко допомагала Фернандо III управляти державою, угамовуючи непокірну знать, організувала обидва шлюби сина — 1219 року з Єлизаветою Гогенштауфен, донькою німецького короля Філіппа Швабського, та Іоанною I, графинею Понтьє та Омаля.
В подальшому виконувала обов'язки регента під час походів свого сина проти мусульманських володінь. В останній раз у 1245 році зустріла сина неподалік від Толедо. Померла у 1246 році.

## Родина
Чоловік —  Альфонсо IX (1171—1230) — король Леону та Галісії. Одружився з Беренгарією в 1197 році, доводився їй двоюрідним дядьком.
Діти:
- Елеонора[es] (1198—1202) — померла в дитинстві. Була похована в Пантеоні королів Сан-Ісідоро-де-Леон[4][5].
- Констанція[es] (1200—1242) — черниця монастиря Лас-Уельгас. Похована там же[6].
- Фернандо (1201—1252) — король Кастилії (з 1217), Леону та Галісії (з 1230). Остаточно об'єднав успадковані королівства. Під час свого правління активно проводив реконкісту, завоював майже всі мусульманські держави на півдні Піренейського півострова, приєднавши їх до свої земель. В 1671 році був канонізований Римо-католицькою церквою. День вшанування пам'яті 30 травня[7].
- Альфонсо (1202—1272) — народився неподалік міста Леон. сеньйор-консорт Моліни.
- Беренгарія (1204—1237) — дружина Іоанн Брієнського, регента Латинської імперії.